# 루미낙스
루미낙스(일본어: ルミナックス, 1983년~)는 일본의 포르노 영화 감독이다. 본명은 오쓰키 야스히로(大月康裕)이다. 소프트 온 디맨드 계열의 DEEP'S에 소속되어 있다.
릿쇼 대학에서 법학을 전공하고 2005년에 DEEP'S에 입사하였다. AD를 거쳐 2010년에 감독으로 데뷔하였다.